# The Pirate Bay: за межами клавіатури
The Pirate Bay: за межами клавіатури (англ. The Pirate Bay: Away From Keyboard) — документальний фільм режисера Саймона Клозе про The Pirate Bay та його засновників Петера Сунде, Готтфріда Свартгольма та Фредріка Нейджі. Робота над фільмом почалася влітку 2008 року і завершилася через чотири роки — 25 серпня 2012 року. 8 лютого 2013 року на 63-му Берлінському кінофестивалі відбулася прем'єра фільму.
Український переклад зробила студія Омікрон на замовлення Гуртом..

## Сюжет
Фільм розповідає про трійцю засновників найбільшої файлообмінної мережі та про їх боротьбу із найбільшую індустрією з усіх існуючих. Хто вони комп'ютерні пірати чи революціонери? Про це можливо дізнатися лише за межами клавіатури.

## Прем'єра
Фільм був випущений під ліцензією Creative Commons BY-NC-ND [Архівовано 29 березня 2013 у Wayback Machine.] на The Pirate Bay та низці інших BitTorrent-сайтах. Також, була випущена спеціальна, на 4 хвилини коротша версія для тих, хто хотів переробити чи перередагувати фільм під себе. Дана версія фільму розповсюджувалась під дещо іншою ліцензією Creative Commons, а саме BY-NC-SA [Архівовано 24 березня 2018 у Wayback Machine.].
Для тих, хто хотів підтримати творців не тільки онлайн пожертвою є можливість придбати DVD версію фільму чи його цифрову копію. Ціна попереднього замовлення DVD складає $23, цифрова копія $10. Цифрова копія та DVD містять в собі видалені з фільму сцени та бонусні матеріали.
Прем'єра фільму відбулася 8 лютого 2013 року на 63-му Берлінському кінофестивалі і одночасно фільм був викладений для безплатного завантаження на The Pirate Bay та на YouTube. Крім того 19 лютого 2013 року фільм показали по телеканалу BBC Four у Великій Британії.

## Відгуки
Петер Сунде, один з головних героїв фільму, написав у своєму блозі, що у нього «змішані почуття з приводу фільму».

### Основні посилання
- Завантажити The Pirate Bay: за межами клавіатури з Hurtom
- Офіційний сайт фільму
- The Pirate Bay: за межами клавіатури [Архівовано 31 березня 2013 у Wayback Machine.] на Kickstarter
- The Pirate Bay: за межами клавіатури на сайті IMDb (англ.)

### Соціальні мережі
- The Pirate Bay: за межами клавіатури [Архівовано 26 березня 2013 у Wayback Machine.] на YouTube
- 'The Pirate Bay: за межами клавіатури' у соцмережі «Facebook»
- 'The Pirate Bay: за межами клавіатури' у соцмережі «Твіттер»